# Neuvy-Saint-Sépulchre
Neuvy-Saint-Sépulchre es una población y comuna francesa, en la región de  Centro, departamento de Indre, en el distrito de La Châtre y cantón de Neuvy-Saint-Sépulchre.

## Demografía
| 1897 | 1804 | 1762 | 1819 | 1722 | 1654 |
| Para los censos de 1962 a 1999 la población legal corresponde a la población sin duplicidades (Fuente: INSEE [Consultar]) |      |      |      |      |      |